# Marylize Biubwa
Marylize Biubwa es una persona profesional del activismo y feminista interseccional de Kenia. El activismo de Biubwa se basa en la justicia social con énfasis en la desigualdad de género, mientras que su feminismo es interseccional y dirigido hacia los derechos humanos. Es una persona no binaria negra y lesbiana y utiliza el pronombre they singular.

## Trayectoria
Biubwa creció en Nairobi y Taita Taveta. Tiene tres hermanas y dos hermanos. Su madre era muy religiosa y le echaron de la casa de sus hermanos cuando salió del armario ante su familia en agosto de 2018. Se le ha diagnosticado ansiedad social.

## Activismo social
Biubwa se convirtió en activista a tiempo completo en 2015. Fundó Bi Kind Initiative en 2016, que asesora a niñas en edad escolar y organiza campañas para conseguir dinero y alimentos para mujeres sin hogar. Hace voluntariado en ActionAid, la Red de Comunicación y Desarrollo de Mujeres Africanas y con los Embajadores de Paz de Kenia.
Utiliza Twitter y otras plataformas de redes sociales para desacreditar los mitos sobre la sexualidad femenina y la comunidad LGBT. Dirige el proyecto de investigación Face on Project.